# Sónar
Pour les articles homonymes, voir Sonar (homonymie).
Sónar est un festival de musique électronique, organisé annuellement à Barcelone, en Espagne. Il promeut les arts numériques, l'art du mix et la musique électronique. 

## Histoire
Le festival a lieu au mois de juin depuis 1994. De nombreuses stars de la musique électronique sont passées par ce festival. Le festival a lieu dans 3 principales salles de Barcelone : Le CCCB, le MACBA et la Ferià gran via. L'année 2013, année de la 20e édition voit le déménagement d'une partie des spectacles sur de nouveaux lieux.
La vingt-sixième édition, initialement prévue du 18 au 20 juin 2020, est annulée le 8 mai, en raison de la pandémie de Covid-19. Par ailleurs, la prochaine édition, est programmée du 17 au 19 juin 2021,.

## Participants notables
- Kraftwerk
- Antipop Consortium (Warp Records)
- Beastie Boys
- Carl Cox
- Combo Breaker (Bodybutton)
- Jeff Mills (Purpose Maker)
- Mira Calix (Warp Records)
- Prefuse 73 (Warp Records)
- Richie Hawtin (alias Plastikman, Plus 8 Records Ltd.)
- Aphex Twin
- Steve Reich